# Filmfare Awards (2001)
46-я церемония награждения Filmfare Awards проводилась 17 февраля 2001 года, в городе Бомбей. На ней были отмечены лучшие киноработы на хинди, вышедшие в прокат до конца 2000 года.

## Главные награды

### Лучший фильм
- Скажи, что любишь!
- Биение сердца
- Азарт любви
- Миссия «Кашмир»
- Влюблённые

### Лучший режиссёр
- Ракеш Рошан - Скажи, что любишь! 
  - Дармеш Даршан - Биение сердца
  - Видху Винод Чопра - Миссия «Кашмир»
  - Адитья Чопра - Влюблённые
  - Мансур Кхан - Азарт любви

### Лучший комический актёр/актриса
Пареш Раваль – Горе-вымогатели 
- Анупам Кхер – С любимой под венец
- Говинда – Холостяк
- Джонни Левер – Холостяк
- Джонни Левер – Трепетные сердца

### Лучшая отрицательная роль
Сунил Шетти – Биение сердца 
- Говинда – Кровожадный
- Джеки Шрофф – Миссия «Кашмир»
- Рахул Дев – Живой щит
- Шарад Капур – Азарт любви

### Лучшая мужская роль второго плана
Амитабх Баччан – Влюблённые 
- Атул Кулкарни – Дыхание времени
- Чандрачур Сингх – Легкомысленная девчонка
- Саяджи Шинде – Kurukshetra
- Сунил Шетти – Отвергнутые

### Лучшая женская роль второго плана
Джая Бхадури – В поисках брата 
- Айшвария Рай Баччан – Влюблённые
- Махима Чаудхари – Биение сердца
- Рани Мукхерджи – Каждое любящее сердце
- Сонали Кулкарни – Миссия «Кашмир»

### Лучший мужской дебют
Ритик Рошан – Скажи, что любишь! 

### Лучший женский дебют
Карина Капур – Отвергнутые 

### Лучший актёр в главной роли
Ритик Рошан – Скажи, что любишь! 
- Ритик Рошан – В поисках брата
- Анил Капур – Призыв
- Санджай Датт – Миссия «Кашмир»
- Шах Рукх Кхан – Влюблённые

### Лучшая актриса в главной роли
Каришма Капур – В поисках брата 
- Айшвария Рай Баччан – Моё сердце – для тебя!
- Мадхури Диксит – Призыв
- Прити Зинта – Легкомысленная девчонка
- Табу – Моя судьба

### Лучший сюжет
Легкомысленная девчонка – Хони Ирани 

### Лучший сценарий
Скажи, что любишь! – Рави Капур и Хони Ирани 

### Лучший диалог
Отвергнутые – Дж.П. Дутта 

### Лучшая музыка к фильму
Скажи, что любишь! – Раджеш Рошан 
- Биение сердца – Надим-Шраван
- В поисках брата – Ану Малик
- Азарт любви – Ану Малик
- Влюблённые – Джатин Лалит

### Лучшая песня к фильму
Отвергнутые – Джавед Ахтар for Panchi Nadiyan 
- Биение сердца – Самир for Tum Dil Ki Биение сердца Main
- В поисках брата – Гулзар for Aaja Mahiya
- Скажи, что любишь! – Ибрагим Ашк for Na Tum Jaano Na Hum
- Влюблённые – Ананд Бакши for Humko Humhi Se Chura Lo

### Лучший мужской закадровый вокал
Скажи, что любишь! – Лаки Али for Na Tum Jaano Na Hum 
- Биение сердца – Udit Narayan for Dil Ne Yeh Kaha Hai Dil Se
- В поисках брата – Сону Нигам for Tu Hawa Hai
- Скажи, что любишь! – Лаки Али for Ek Pal Ka Jeena
- Отвергнутые – Сону Нигам for Panchi Nadiyan

### Лучший женский закадровый вокал
Биение сердца – Alka Yagnik for Dil Ne Yeh Kaha Hai Dil Se 
- В поисках брата – Сунидхи Чаухан for Mehboob Mere
- Каждое любящее сердце – Preety & Pinky for Piya Piya
- Азарт любви – Alka Yagnik for Haye Mera Dil
- Отвергнутые – Alka Yagnik for Panchi Nadiyan

### Награда имени Р.Д. Бурмана
- Сунидхи Чаухан

### Лучшая постановка боевых сцен
- Миссия «Кашмир» – Allan Amin

### За влияние в киноиндустрии
Джунгли – Сендип Чоута 

### Лучшая хореография
- Скажи, что любишь! – Фара Кхан for Ek Pal Ka Jeena

### Лучшая операторская работа
- Отвергнутые – Башир Али

### Лучший монтаж
- Скажи, что любишь! – Санджай Верма

### Лучший звук
- Влюблённые – Анудж Матур

### Награда за пожизненные достижения
- Фероз Кхан и Аша Бхосл

### Специальная награда жюри
- Ану Малик

### Лучшая сцена
В поисках брата 

## Выбор критиков

### Лучший фильм
- Halo

### Лучшая актёр
- Шах Рукх Кхан – Влюблённые

### Лучшая актриса
- Табу – Моя судьба